# Вайт-Рок (Південна Дакота)
Вайт-Рок (англ. White Rock) — місто (англ. town) в США, в окрузі Робертс штату Південна Дакота. Населення — 6 осіб (2020).

## Географія
Вайт-Рок розташований за координатами 45°55′29″ пн. ш. 96°34′34″ зх. д. / 45.92472° пн. ш. 96.57611° зх. д. (45.924744, -96.576176).  За даними Бюро перепису населення США в 2010 році місто мало площу 4,07 км², уся площа — суходіл.

## Демографія
Згідно з переписом 2010 року, у місті мешкали 3 особи в 3 домогосподарствах у складі 0 родин. Густота населення становила 1 особа/км².  Було 8 помешкань (2/км²).
Расовий склад населення:
| - 33,3 % — білих - 33,3 % — корінних американців - 33,3 % — осіб інших рас |

До двох чи більше рас належало 0,0 %. Частка іспаномовних становила 33,3 % від усіх жителів.
За віковим діапазоном населення розподілялося таким чином: 0,0 % — особи молодші 18 років, 66,7 % — особи у віці 18—64 років, 33,3 % — особи у віці 65 років та старші. Медіана віку мешканця становила 60,5 року. 
Цивільне працевлаштоване населення становило 0 осіб. 